# Сонцеве (Синельниківський район)
Со́нцеве — село в Україні, в Синельниківському районі Дніпропетровської області. Входить до складу Брагинівської сільської громади. Населення становить 246 осіб. Орган місцевого самоврядування — Брагинівська сільська рада.

## Історія
12 червня 2020 року, відповідно до розпорядження Кабінету Міністрів України № 709-р від «Про визначення адміністративних центрів та затвердження територій територіальних громад Дніпропетровської області», увійшло до складу Брагинівської сільської громади.
19 липня 2020 року, в результаті адміністративно-територіальної реформи та ліквідації  Петропавлівського району, село увійшло до складу новоутвореного Синельниківського району.

## Географія
Село Сонцеве знаходиться на відстані 2,5 км від сіл Шевченка та Олександрівка.

## Населення

### Мова
Розподіл населення за рідною мовою за даними перепису 2001 року:
| Мова            | Відсоток |
| --------------- | -------- |
| українська      | 11,0 %   |
| російська       | 88,6 %   |
| інші/не вказали | 0,4 %    |